# George William Smith
Ne doit pas être confondu avec George William Smith (homme politique).

a Compétitions nationales et continentales officielles uniquement.

b Matchs officiels uniquement.
Dernière mise à jour le 17 janvier 2025.
George William Smith, né le 20 septembre 1874 à Auckland et mort le 7 décembre 1954 à Oldham, est un joueur de rugby à XV qui a joué avec l'équipe de Nouvelle-Zélande. Il évolue au poste de trois quart aile. C'est aussi un athlète qui a remporté 14 titres nationaux entre 1898 et 1904, un excellent hurdler.

## Carrière
Il dispute son premier test match avec l'équipe de Nouvelle-Zélande le 18 novembre 1905 contre l'équipe d'Écosse. Son dernier test match a lieu contre l'équipe d'Irlande le 25 novembre 1905. Il participe à la tournée des Originals, équipe représentant la Nouvelle-Zélande en tournée en Grande-Bretagne en 1905, en France et en Amérique du Nord en 1906. Il joue aussi pour la Nouvelle-Zélande en 1897 et 1901. En 1907, il est un des pionniers du rugby à XIII en Nouvelle-Zélande. Il pratique ce sport en Grande-Bretagne jusqu'en 1916.

## Statistiques en équipe nationale
- 2 sélections avec l'équipe de Nouvelle-Zélande
- 2 essais, 6 points
- Sélections par année : 2 en 1905
- Nombre total de matchs disputés avec les All Blacks : 39
- 34 essais, 102 points